# Nikita Rukavytsya
Nikita Rukavytsya (ukrainisch Микита Вадимович Рукавиця/Mykyta Wadymowytsch Rukawyzja, russisch Никита Вадимович Рукавица/Nikita Wadimowitsch Rukawiza; * 22. Juni 1987 in Mykolajiw, Ukrainische SSR) ist ein australischer Fußballspieler.

## Karriere

### Verein
Rukavytsya begann mit dem Fußballspielen in der Ukraine bei Torpedo Mykolaiv. Er zog 14-jährig mit seinen Eltern ins australische Perth. 2001 ging er zu Inglewood United und 2003 zu Perth SC, wo er mit 17 Jahren in der State League debütierte. Zwischen 2005 und 2006 erhielt er ein Stipendium am Australian Institute of Sport.
Gegen Ende der Saison 2006/07 wurde Rukavytsya von Perth Glory mit einem Kurzzeitvertrag für die letzten Saisonspiele ausgestattet. Sein Debüt in der A-League gab er am 7. Januar 2007 bei einem 2:2-Unentschieden gegen Melbourne Victory. Am Ende der Saison, in der er noch zu zwei weiteren Einsätzen kam, wurde er von Perth Glory mit einem Zweijahresvertrag ausgestattet. Er wurde für die erste Hälfte der State League Saison 2007 zurückverliehen zum Perth SC. Nach einem holprigen Start in die Saison 2007/08 erzielte er in den letzten neun Saisonspielen sechs Treffer. Diese brachten ihm neben einer Reihe von Einsätzen in der Olympiaauswahl Australiens auch eine Berufung in die A-Nationalmannschaft und ein Probetraining beim deutschen Bundesligisten Hannover 96 ein. Nach zehn Treffern in 19 Spielen in der Saison 2008/09 absolvierte er im Januar 2009 ein Probetraining beim niederländischen Erstligisten FC Twente Enschede und wechselte schließlich für geschätzte 1,2 Millionen Australische Dollar Ablöse zu Twente.
Bei Twente konnte er sich in den folgenden zwölf Monaten nicht durchsetzen und wechselte schließlich im Januar 2010 auf Leihbasis zum abstiegsgefährdeten belgischen Erstligisten KSV Roeselare, für den er bis Saisonende vier Treffer in neun Ligaeinsätzen erzielte; der Klassenerhalt wurde aber in den anschließenden Relegationsspielen verpasst. Zu einer Rückkehr zu Twente kam es nicht mehr, nachdem der Klub von einer Verlängerung seines zum Saisonende auslaufenden Vertrags absah.
Zur Saison 2010/11 wechselte Rukavytsya ablösefrei zu Hertha BSC in die 2. Bundesliga. Mit 31 Einsätzen und vier Toren war er am Berliner Meisterschaftsgewinn und dem Aufstieg in die Fußball-Bundesliga beteiligt. In der Saison 2011/12 gab er sein Bundesligadebüt für Hertha BSC, wurde jedoch erst unter Otto Rehhagel zum Stammspieler.
Kurz vor Ende der Transferperiode im Sommer 2012 wechselte Rukavytsya zum 1. FSV Mainz 05. Er unterschrieb in Mainz einen Dreijahresvertrag. Nach nur wenigen Einsätzen in seinem ersten Jahr wurde er im September 2013 für ein Jahr an den Zweitligisten FSV Frankfurt ausgeliehen. Am 13. Oktober 2014 wechselte er zu den Western Sydney Wanderers in die australische A-League. Nach 28 Spielen (vier Tore) verließ er den Verein im Mai 2015 und wechselte im September 2015 nach Israel zu Beitar Jerusalem.
Nach einer Saison bei Beitar Jerusalem wechselte Rukavytsya zu Maccabi Haifa. Er kam in seiner ersten Saison dort auf 21 Einsätze und erhielt danach einen Stammplatz im Verein. In der Saison 2020/21 gewann Maccabi Haifa erstmals seit 2011 wieder die israelische Meisterschaft, Rukavytsya erzielte in dieser Saison 19 Tore und wurde damit, wie in der Vorsaison, Torschützenkönig der Ligat ha’Al. Im Sommer 2021 wechselte er zum Ligarivalen Hapoel Be’er Scheva.

### Nationalmannschaft
Im Juli 2008 wurde Rukavytsya von Trainer Graham Arnold für das olympische Fußballturnier in China nominiert und kam dort zu drei Einsätzen. In der australischen A-Nationalmannschaft debütierte er im August 2009 in einem Freundschaftsspiel gegen Irland. 2010 gehörte er zum australischen Aufgebot bei der Weltmeisterschaft in Südafrika. Im Turnierverlauf kam er zu zwei Einsätzen als Einwechselspieler.

## Erfolge
- Niederländischer Meister mit Twente Enschede: 2009/10
- PFA Harry Kewell Medal (U-23-Fußballer des Jahres): 2009